# غابور دارفاس
غابور دارفاس (بالمجرية: Darvas Gábor)‏ هو ملحن مجري، ولد في 18 يناير 1911 في ساتو ماري في رومانيا، وتوفي في 18 فبراير 1985 في بودابست في المجر.

## وصلات خارجية
- غابور دارفاس على موقع IMDb (الإنجليزية)
- غابور دارفاس على موقع ميوزك برينز (الإنجليزية)
- غابور دارفاس على موقع ديسكوغز (الإنجليزية)